# Егоров, Алексей Михайлович (биолог)
Алексей Михайлович Егоров (род. 19 февраля 1943 года, Москва) — советский и российский учёный-биохимик, педагог, академик РАМН (2000—2013), академик РАН (2013). Заслуженный деятель науки Российской Федерации (2025).

## Биография
Родился 19 февраля 1943 года в Москве.
В 1966 году — окончил биолого-почвенный факультет МГУ по специальности «Биофизика», после чего работал в Межфакультетской лаборатории биоорганической химии.
В 1971 году перешёл на работу в Институт химической физики АН СССР.
С 1973 года — на химическом факультете МГУ: выступил активным организатором проблемной лаборатории ГКНТ инженерной энзимологии, которой руководит до настоящего времени; на базе лаборатории в дальнейшем организована кафедра энзимологии. Здесь работал в должности старшего научного сотрудника, заведующего лабораторией, заместителя заведующего кафедрой. В настоящее время является главным научным сотрудником факультета.
С 1998 года по настоящее время является заведующим кафедрой микробиологии Российской медицинской академии непрерывного профессионального образования (РМАНПО).
В 1998—2002 годах работал генеральным директором Государственного научного центра антибиотиков (ГНЦА).
Является главным научным сотрудником Федерального научного центра изучения иммунных и биологических препаратов РАН им. Чумакова.
В 1985 году — защитил докторскую диссертацию, в 1993 году — присвоено учёное звание профессора.
В 1995 году — избран членом-корреспондентом РАМН.
В 2000 году — избран академиком РАМН.
В 2013 году — стал академиком Российской академии наук (в рамках присоединения РАМН и РАСХН к РАН).

## Научная деятельность
Специалист по биомедицинской технологии и медицинскому приборостроению.
Ведёт исследования механизма действия и структуры ферментов и иммуноглобулинов, получение новых форм ферментов с изменённой субстратной специфичностью и стабильностью методами генной инженерии, создание научных основ высокочувствительных методов биоспецифического анализа с использованием ферментов и наночастиц, изучение механизмов развития резистентности бактерий к антибиотикам.
Под его руководством на основе данных рентгеноструктурного анализа и компьютерного моделирования была впервые в мире создана модель формиатдегидрогеназы, получены новые искусственные химерные белки для аналитических целей. Им создана научная школа по аналитической биотехнологии.
Разработал научные основы иммуноферментного анализа различных физиологически активных соединений, белков и микроорганизмов.
Под его руководством было создано отечественное производство диагностических тест-систем и диагностических приборов, что позволило широко внедрить данные методы в практическое здравоохранение, сельское хозяйство, пищевую промышленность. Развитие современных биоаналитических методов способствовало созданию отечественной технологии мультианализа на ДНК-микрочипах для определения устойчивости патогенных бактерий к антибиотикам.
В последние годы принимает участие в развитии фундаментальных исследований в области вирусологии и создания новых вакцинных препаратов. Создан центр по обучению и разработке научно-технической документации по GMP.
В МГУ под его руководством создана научно-производственная компания «Иммунотех», которая ведёт научно-исследовательскую работу и производит широкий набор диагностических иммуноферментных наборов.
Руководитель Ведущей научной школы РФ «Физико-химические основы ферментативных и иммунологических реакций и их использования для аналитических целей», им подготовлено 35 кандидатов и 4 докторов наук.
Автор более 440 научных работ в ведущих международных и отечественных журналах, имеет более 70 авторских свидетельств и патентов на изобретения.

### Научно-организационная деятельность
- член редакционной коллегии журналов «Analytical Letters», «Luminescence: the journal of biological and chemical luminescence», «Биомедицинская химия»;
- председатель Совета по медицинской биотехнологии Отделения медицинских наук РАН;
- заместитель председателя Всероссийского общественного совета медицинской промышленности;
- заместитель председателя комитета ТПП РФ по развитию фармацевтической и медицинской промышленности;
- член президиума научно-практического общества специалистов лабораторной медицины;
- член президиума Фармакологического и Фармакопейного комитета МЗ РФ;
- сопредседатель Межведомственной комиссии по антибиотической политике, заместитель председателя Формулярного комитета, член межведомственных советов по медицинской биотехнологии;
- председатель Технического комитета по стандартизации «Лекарственные средства» Госстандарта.
- заместитель председателя Государственного комитета РФ по науке и технологиям по направлению наук о жизни (1996—1997 годы)
- являлся координатором Советско-Американского сотрудничества по инженерной энзимологии (1973—1980 гг.), Научно-технического Совета со странами СЭВ (1975—1990 гг.), Российско-Германской рабочей группы по биосенсорам (1991—2005 гг.), членом РФФИ‑ЕЛМБ (Европейская лаборатория по молекулярной биологии) (2011—2017 гг.).